# Fernando de Buen Lozano
Fernando de Buen Lozano (Barcelona, 10 d'octubre de 1895 - Viña del Mar, 6 de maig de 1962) va ser un ictiòleg i oceanògraf català. Després del final de la Guerra civil es va exiliar a Sud-amèrica, on realitzaria part de la seva carrera.

## Biografia
Nascut a Barcelona en 1895, es va doctorar en Ciències Naturals per la Universitat Complutense de Madrid. Va arribar a ser cap de biologia en el Institut Espanyol d'Oceanografia i catedràtic en la Universitat de Madrid.
Després de l'esclat de la Guerra civil es va unir com a voluntari a l'Exèrcit Popular de la República, arribant a combatre en els fronts de Guadarrama, Pozuelo i El Pardo. arribaria a ser cap d'Estat Major del XXI Cos d'Exèrcit, des d'abril de 1938.
Al final de la contesa va marxar a l'exili al costat del seu pare Odón de Buen y del Cos, instal·lant-se a Mèxic. En 1939 va començar les seves activitats a Llatinoamèrica, exercint importants labors docents i de recerca ictiològiques primer a Mèxic, la seva segona pàtria, després a l'Uruguai i, finalment, en Xile. A l'Uruguai va ser el director del departament de Ciències en el Servei d'Oceanografia i Pesca, així com professor d'hidrobiologia i protozoologia a la Facultat de les Arts i les Ciències.
En 1961 la Universitat de Xile li va confiar l'organització del seu Institut de Biologia i la seva Estació de Biologia Marina de Valparaíso.
El seu prestigi científic, reconegut pels principals centres mundials, unit a la seva experiència de treball en diferents països, van fer d'ell l'home clau per a l'organització i coordinació de les naixents activitats oceanogràfiques del continent Sud-americà, atorgant-se-li oficialment al novembre de 1961 la presidència del Consell Llatinoamericà d'Oceanografia recentment creat.
Va morir en la localitat xilena de Viña del Mar, en 1962.

## Abreviatura
En zoologia, l'abreviatura «de Buen» s'utilitza per a referir-se a Fernando de Buen Lozano com a autoritat en descripcions i taxonomia.

## Publicacions
- 1918: "Los Góbidos de la Península Ibérica y Baleares". Nota II. Catálogo sistemático y ensayo de distríbución geográfica. Boletin de pescas. Madrid 26: 291-337.
- 1919: "Las costas sur de España y su fauna ictiologíco marina". Boletin de pescas. Madrid 37-38.
- 1923: "Gobius de la Península Ibérica y Baleares. Grupos lesueurii, colonianus, affinis y Minutus. Memorias del Instituto Español de Oceanografia, Madrid 3, Mem. 3a: 123-266.
- 1926: "Catálogo ictiológico del Mediterráneo español y de Marruecos recopilando lo publicado sobre peces de las costas mediterránea y próximas del Atlántico (Mar de España)". Resultado de las campañas realizadas por acuerdos internacionales. 2: 1-221.
- 1928: "Descripción de un nuevo Gobius (G. roulei nov. sp.). Notas y resúmenes, Instituto Español de Oceanografía; Ministerio de Marina. Madrid (Ser. 2) 30: 1-6.
- 1928: "El Gobius niger L. en aguas atlánticas y mediterráneas de Europa". Notas y resúmenes, Instituto Español de Oceanografía; Ministerio de Marina. Madrid (Ser. 2) 27: 1-32.
- 1928: "Sobre dos especies del género Gobius (G. zebrus Risso y G. thori nov. nom.). Notas y resúmenes, Instituto Español de Oceanografía; Ministerio de Marina. Madrid (Ser. 2) 22: 1-11.
- 1930: "Notas sobre la fauna ictiológica de nuestras aguas dulces". Notas y resúmenes, Instituto Español de Oceanografía; Ministerio de Marina. Madrid (Ser. 2) No. 46: 1-62.
- 1930: "Lebetus Whinter [sic] 1877, Odondebuenia nov. gen. y Cabotia nov. gen. (Gobiidae de Europa)". Trabajos del Instituto Espanol de Oceanografía 5: 1-30.
- 1930: "Sur une collection de Gobiinae provenant du Maroc. Essai de synopsis des espèces de l'Europe". Bulletin de la Société des sciences naturelles du Maroc 10: 120-147.
- 1931: "Notas a la familia Gobiidae. Observaciones sobre algunos géneros y sinopsis de las especies ibéricas". Notas y resúmenes, Instituto Español de Oceanografía; Ministerio de Marina. Madrid (Ser. 2) 54: 1-76, Pl. 1.
- 1934: "Notas sobre los Gaidropsaridae (Peces). Un nuevo género (Onogadus nov. gen.) y una nueva especie (Gaidropsarus barbatus nov. sp.). Boletín de la Sociedad Española de Historia Natural. Madrid, 34: 499-504.
- 1936: "Un nuevo Gobiidae de Marruecos Mediterráneo (Gobius assoi nov. sp.). Boletín de la Sociedad Española de Historia Natural. Madrid, 36: 237-243.
- 1940: "Pescado blanco, chacuami y charari del Lago de Patzcuaro". Trabajos / Estación Limnológica de Patzcuaro. 1: 1-24, 3 unnum. pls.
- 1940: "Sobre una colección de peces de los Lagos de Patzcuaro y Cuitzeo. Ciencia (Mexico City) 7: 306-308.
- 1940: "Un nuevo género de la familia Goodeidae perteneciente a la fauna ictiológica mexicana." Anales de la Escuela Nacional de Ciencias Biológicas México, 2 (2/3): 133-140, Pl. 10.
- 1940: "Les Gobiidae pélagiques ou vivant sur les fonds d'algues calcaires de l'Europe occidentale". Bulletin de l'Institut Oceanographique (Monaco), 790: 1-16.
- 1942: "Una nueva subespecie del Neoophorus diazi (Meek). (Piscis-Goodeidae). Anales del Instituto de Biología de la Universidad Nacional Autónoma de México, 13 (1): 341-349.
- 1943: "Mollienisia sphenops pallida de Buen, nov. subsp. (Pisces - Poeciliidae). Anales del Instituto de Biología de la Universidad Nacional Autónoma de México, 14 (1): 251-259.
- 1943: "Poeciliopsis en las cuencas de los ríos Lerma y Marques con descripción de dos nuevas especies (Pisces - Poeciliidae)". Anales del Instituto de Biología de la Universidad Nacional Autónoma de México, 14 (no. 1): 261-283.
- 1945: "Investigaciones sobre ictiologia mexicana. I. Atherinidae de aguas continentales de México". Anales del Instituto de Biología de la Universidad Nacional Autónoma de México, 16 (2): 475-532.
- 1946: "Investigaciones sobre ictiología mexicana. III. La ictiofauna del Lago de Chapala, con descripción de una nueva especie (Haustor ochoterenai de Buen). Anales del Instituto de Biología de la Universidad Nacional Autónoma de México, 17 (1-2): 261-281.
- 1946: "Ictiogeografia continental mexicana (I, II, y III)". Revista de la Sociedad Mexicana de Historia Natural, 7 (1-4): 87-138.
- 1950: "Contribuciones a la Ictiología. I. Una nueva especie de Atherinidae (Odontesthes orientalis de Buen). Publicaciones Científicas. Servicio Oceanográfico y de Pesca, Ministerio de Industrias y Trabajo, Montevideo, 3: 145-152.
- 1950: ·Contribuciones a la Ictiología. II. El tiburón vitamínico de la costa uruguaya Galeorhinus vitaminicus nov. sp., y algunas consideraciones generales sobre su biología. Publicaciones Científicas. Servicio Oceanográfico y de Pesca, Ministerio de Industrias y Trabajo, Montevideo, 4: 153-162.
- 1950: "El mar de Solís y su fauna de peces. II Parte". Publicaciones Científicas. Servicio Oceanográfico y de Pesca, Ministerio de Industrias y Trabajo, Montevideo, 2: 45-144.
- 1950: "Contribuciones a la Ictiología. III. La familia Istiophoridae y descripción de una especie uruguaya (Makaira perezi de Buen). Publicaciones Científicas. Servicio Oceanográfico y de Pesca, Ministerio de Industrias y Trabajo, Montevideo, 5: 163-178.
- 1951: "Contribuciones a la Ictiología. V-VI. Sobre algunas especies de Gobiidae de la colección del Laboratorio Aragó (Banyuls-sur-Mer, Francia) y descripción de un nuevo género (Austrogobius) sudamericano". Boletim do Instituto Oceanografico. São Paulo, 2 (Fasc. 2): 55-69, Pl. 1.
- 1952: "Contribuciones a la Ictiología. IV. Los Clupeidos uruguayos del género Spratella Cuv. & Val., con descripción de Spratella pallida nov. sp." Comunicaciones Zoológicas del Museo de Historia Natural de Montevideo, 4 (67): 1-13.
- 1953: "Los pejerreyes (familia Atherinidae) en la fauna uruguaya, con descripción de nuevas especies. Boletim do Instituto Oceanografico. São Paulo, 4 (1-2): 3-80.
- 1955: "Contribuciones a la Ictiología. XI. El primer representante (Notropis moralesi nov. sp.) de la familia Cyprinidae en la fauna neotropical". Anales del Instituto de Biología de la Universidad Nacional Autónoma de México, 26: 527-541.
- 1958: "Peces de la superfamilia Clupeoidae en aguas de Chile". Revista de Biología Marina, Valparaíso, 8 (1-3): 83-110.
- 1959: "Lampreas, tiburones, rayas y peces en la Estación de Biología Marina de Montemar, Chile. (Primera contribución)". Revista de Biología Marina, Valparaíso, 9 (1-3): 3-200.
- 1959: "Notas preliminares sobre la fauna marina preabismal de Chile, con descripción de una familia de rayas, dos géneros y siete especies nuevos. Boletín del Museo Nacional de Historia Natural, Santiago, Chile, 27 (3): 171-201.
- 1959: "Notas sobre Ictiología chilena, con descripción de dos nuevas especies. Revista de Biología Marina, Valparaíso, 9 (1-3): 257-270.
- 1960: Tiburones, rayas y quimeras en la estación de Biología Marina de Montemar, Chile". Revista de Biología Marina, Valparaíso, 10 (1-3): 3-50, 13 unnumb. pls.
- 1960: "Nota preliminar sobre los peces del género Sebastodes en la fauna chilena. Revista Chilena de Historia Natural (Santiago), 55: 3-26.
- 1960: "Los peje-sapos (Familia Gobiesocidae) en Chile. Revista de Biología Marina, Valparaíso, 10 (1-3): 69-82, 1 unnumbered pl.
- 1961: "Peces chilenos. Familias Alepocephalidae, Muraenidae, Sciaenidae, Scorpaenidae, Liparidae y Bothidae". Montemar, 1: 1-52.
- 1962: "Fauna chilena. Peces de la familia Clinidae". Montemar, 2: 53-90.
- 1963: "Los peces de la Isla de Pascua. Catálogo descriptivo e ilustrado". Boletín de la Sociedad de Biología de Concepción, 35/36 (1960-61): 3-80.